# Polysyncraton paramushiri
Polysyncraton paramushiri är en sjöpungsart som beskrevs av Romanov 1989. Polysyncraton paramushiri ingår i släktet Polysyncraton och familjen Didemnidae. Inga underarter finns listade i Catalogue of Life.